# Браун, Джули Кейтлин
Джу́ли Ке́йтлин Бра́ун (англ. Julie Caitlin Brown), в девичестве — А́ндрик (англ. Andrich; 27 января 1961, Сан-Франциско, Калифорния, США) — американская актриса

, кинопродюсер, сценаристка, певица

 и менеджер.

## Биография
Джули Кейтлин Браун (в девичестве Андрик) родилась 27 января 1961 года в Сан-Франциско (штат Калифорния, США), став второй из шести детей своих родителей. У неё есть старший брат, оператор Стивен Андрик, и четыре младших сестры.
Её первой ролью на сцене стала Мария Магдалина в рок-опере «Иисус Христос — суперзвезда» в 1983 году. Позже продолжила играть в театрах, а в 1989 году дебютировала в кино, сыграв роль Лоррейн Одассо в фильме «Роксанн: Приз Пулитцера». Прославилась с ролью На'Тот в первом и пятом сезонах научно-фантастического телесериала «Вавилон-5». Всего снялась более чем в 20-ти фильмах и телесериалах, продюсирует и пишет сценарии к фильмам. Также является киноменеджером.
Джули дважды в разводе. Есть два сына — Дастин Браун от первого брака и Макс Деймон от второго брака с актёром Крейгом Деймоном (были женаты в 1998—2013 годы).

## Избранная фильмография
Актриса
| Год       |   | Русское название                      | Оригинальное название          | Роль                                 |
| --------- | - | ------------------------------------- | ------------------------------ | ------------------------------------ |
| 1993      | с | Звёздный путь: Глубокий космос 9      | Star Trek: Deep Space Nine     | Тай Каджада                          |
| 1993      | с | Звёздный путь: Следующее поколение    | Star Trek: The Next Generation | Векор                                |
| 1994—1998 | с | Вавилон-5                             | Babylon 5                      | На'Тот                               |
| 1995      | с | Отступник                             | Renegade                       | агент ФБР                            |
| 1996—2000 | с | Военно-юридическая служба             | JAG                            | Персонал Сержанта Каррингтон / Судья |
| 1999      | с | Беверли-Хиллз, 90210                  | Beverly Hills 90210            | Доктор Майклз                        |
| 1999      | с | Скользящие                            | Sliders                        | Командир Кеш                         |
| 2005      | с | Закон и порядок: Преступное намерение | Law & Order: Criminal Intent   | Сестра Эдвина                        |
| 2010      | ф | Всё о зле                             | All About Evil                 | Тэмми Теннис                         |

Продюсер
- 2010 — «Последний охотник» / Hunter Prey